# Jan Fitschen
Jan Fitschen (Alemania, 2 de mayo de 1977) es un atleta alemán especializado en la prueba de 10000 m, en la que ha logrado ser campeón europeo en 2006.

## Carrera deportiva
En el Campeonato Europeo de Atletismo de 2006 ganó la medalla de oro en los 10000 metros, corriéndolos en un tiempo de 28:10.94 segundos que fue su mejor marca personal, llegando a meta por delante de los españoles José Manuel Martínez y Juan Carlos de la Ossa (bronce).